# Stanley Jackson
Stanley Leon Jackson (Tuskegee, 10 ottobre 1970) è un ex cestista statunitense naturalizzato francese, professionista nella NBA e in Europa.